# X-ファイル シーズン9
『X-ファイル』のシーズン9（全20話）は2001年11月11日にFOXでの放送が始まり、2002年5月19日に放送が終了した。